# Общественное Крым
«Общественное Крым» (укр. Суспільне Крим) — украинский общественный спутниковый телеканал, вещающий из Киева.
Главная аудитория телеканала — жители Крыма, переселенцы и все, кто интересуется Крымом на Украине и за рубежом. В эфире телеканала — программы общественного вещателя Украины и программы собственного производства творческого объединения «UА: Крым».

## История

### Время вещания как «Первый Ukraine» и «UA: Первый Ukraine»
Телеканал «Первый Ukraine» начал вещание 30 ноября 2010 года по пакете спутникового оператора «НТВ-Плюс». Целью было выполнение поручения президента Украины по созданию международной версии «Первого Национального». Сначала телеканал вещал только на территории России.
Планировалось, что спутниковое вещание «Первый Ukraine» начнется в декабре 2010 года, впрочем открытое спутниковое вещание началось только 1 сентября 2012 года по спутника «Amos-2». Тогда канал стал доступен в более чем 30 странах мира.
В конце 2012 года канал вошел во все пакеты спутникового оператора Viasat.
4 февраля 2013 года у телеканала появился собственный сайт.
В марте 2014 года по телеканалу появились английская и русская звуковые дорожки. Также была запущено англоязычные выпуски новостей.
7 апреля 2015 года в рамках создания общественного вещания телеканал добавил к названию «UA:».

### Время вещания как «UA: Крым»
1 января 2017 году канал провел ребрендинг, в рамках которого был создан Крымский филиал НСТУ и изменено название на «UA: Крым».
18 мая 2017 Национальный совет Украины по вопросам телевидения и радиовещания добавил «UA: Крым» в универсальную программную услугу по всей Украине, областях и областных центрах.
11 декабря 2017 телеканалы общественного вещателя — «UA: Первый», «UA Культура» и «UA: Крым» — начали вещание в формате 16:9.
С связи с вторжением России на Украину в 24 февраля по 22 мая 2022 года логотип использовал вместе с флагом Украины надпись "Разом переможемо".

### Время вещания как «Общественное Крым»
23 мая 2022 года в связи с обновлением дизайн-системы брендов НОТУ телерадиокомпания сменила название на «Общественное Крым».
С 20 ноября по 18 декабря 2022 года телеканал филиала транслировал чемпионат мира по футболу 2022.

## Логотип
Телеканал сменил 3 логотипа. Нынешний — четвёртый по счету. Логотип находится в правом верхнем углу.
- с 30 ноября 2010 по 14 октября 2012 логотипом был синий непрозрачный надпись «ПЕРВЫЙ» с «разбитой» буквой «Й» и меньше размером желтым надписью «UKRAINE» под ним.
- С 15 октября 2012 года по 6 апреля 2015 логотипом была надпись «Первый», над которым была надпись «Ukraine», меньше по размеру и написан курсивом. Логотип серого цвета. В 2014 году под логотипом был изображен флаг Украины, под которым были надписи «Єдина країна», «Единая страна» и «THE ONLY COUNTRY», сменявших друг друга.
- С 7 апреля 2015 по 31 декабря 2016 логотипом был непрозрачный надпись «UA: ПЕРВЫЙ», под которым была надпись «UKRAINE» меньшего размера, тоже непрозрачен. Сначала двоеточия в логотипе были цвета флага Украины.
- С 1 января 2017 по 22 мая 2022 логотипом является белая полупрозрачная надпись «UA: КРЫМ».

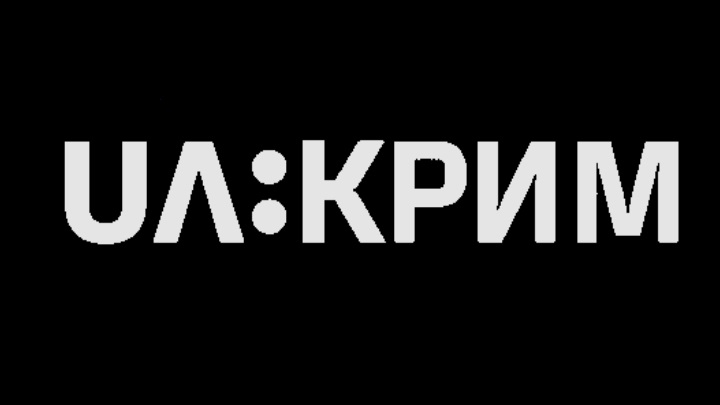
Четвертый логотип телеканала с 1 января 2017 по 22 мая 2022 года.

## Вещание

### Параметры спутникового вещания
- Спутник вещания — Amos 3 (4 ° W)
- Частота — 11175 MHz
- Символьная скорость — 30000
- Поляризация — H (горизонтальная)
- Коэффициент исправления ошибок (FEC) — 3/4
- Формат — MPEG-2
- Кодирование — FTA

### Эфирное вещания
Телеканал вещает в составе «крымской» версии седьмого мультиплекса цифрового телевидения Украины, чьи ретрансляторы установлены на телевышках в Чаплинке и Чонгаре и предназначены для иновещания на территорию Республики Крым (мощности передатчиков недостаточно для достижения сигналом территории Севастополя) и приграничных с ней районов Херсонской области.

## Наполнение эфира

### Программы НСТУ
- «Новости»
- «Спорт»
- «:Тема дня»
- «Обратный отсчет»
- «#@)₴?$0 с Майклом Щуром»
- «UA:Фольк»
- «#ВУКРАИНЕ»
- «Наши деньги»
- «Энеида»
- «Радио: День»
- «Своя земля»
- «Отличная игра»
- «После обеда шоу»
- «Хочу быть …»

### Программы службы «Голоса Америки»
- Окно в Америку
- Время-Time

### Программы «Радио Свобода»
- «Крым. Реалии»
- «Донбасс. Реалии»

### Программы собственного производства
- «:Тема дня. Крым» (украинским, русским и крымскотатарским языками)
- «Canli SES» (детское талант-шоу)